# Julián Molano
Pour les articles homonymes, voir Molano.
Molano  Benavides est un nom espagnol. Le premier nom de famille, en général paternel, est Molano ; le second, en général maternel, souvent omis, est Benavides.
Julián David Molano Benavides, né le 18 juillet 1997 à Paipa (Boyacá), est un coureur cycliste colombien. Son grand frère Sebastián est lui aussi coureur cycliste,.

## Palmarès et résultats

### Palmarès par année
- 2017
  - 5e étape de la Vuelta de la Juventud de Colombia
- 2018
  - 1re étape de la Vuelta de la Juventud de Colombia
- 2019
  - Clásica de Zarzal
  - 4e étape de la Vuelta al Tolima
  -  Médaillé d'argent du championnat panaméricain sur route espoirs

### Classements mondiaux
| Année            | 2019 |
| ---------------- | ---- |
| UCI America Tour | 102e |